# Author! Author!
Author! Author! (br: Autor em Família) é um filme de comédia dramática e drama romântico dos Estados Unidos, de 1982, realizado por Arthur Hiller.

## Resumo
Ivan Travalian (Al Pacino) é um escritor de peças teatrais que tem um dos seus trabalhos na Broadway, que está actualmente na fase de ensaios.
Paralelamente ele foi abandonado pela mulher, assim tenta sustentar o lar para o seu filho e outras quatro crianças, filhos da sua ex-mulher e dos seus três maridos anteriores. É quando ele se apaixona por Alice Detroit (Dyan Cannon), uma atriz.

## Elenco
- Al Pacino (Ivan Travalian)
- Dyan Cannon (Alice Detroit)
- Tuesday Weld (Gloria)
- Bob Dishy (Finestein)
- Bob Elliott (Patrick Dickler)
- Ray Goulding (Jackie Dicker)
- Eric Gurry (Igor)
- Elva Josephson (Bonnie)
- B.J. Barrie (Spike)
- Ari Meyers (Debbie)
- Alan King (Kreplich)
- Benjamin H. Carlin (Geraldo)

## Prémios e nomeações
- Recebeu uma nomeação ao Globo de Ouro, na categoria de Melhor Actor - Comédia/Musical (Al Pacino).
- Recebeu uma nomeação à Framboesa de Ouro, na categoria de Pior Canção Original ("Comin' Home to You (is Like Comin' Home to Milk and Cookies)").